# Wiertoloty Rossii
Akcioniernoje obszcziestwo «Wiertoloty Rossii» (ros. Акционерное общество «Вертолёты России») – rosyjski holding skupiający producentów śmigłowców, biura konstrukcyjne, zakłady serwisowe; część struktur Państwowej Korporacji Rostiech.
Holding składa się z biur projektowych, fabryk śmigłowców, zakładów produkcyjnych, konserwacyjnych i naprawczych, zakładów naprawy samolotów, a także zakładów usługowych świadczących wsparcie posprzedażne sprzętu w Rosji i za granicą; fabryki i zakłady holdingu znajdują się w wielu miejscach Rosji, siedziba główna – w Moskwie. Generalny dyrektor holdingu – Andriej Boginski.

## Historia holdingu
Holding powstał w 2007 roku, wchodzi w skład Państwowej Korporacji Rostiech; skupił aktywa wszystkich rosyjskich producentów śmigłowców, jak również przedsiębiorstwa świadczące wsparcie posprzedażne dla nabywców śmigłowców w Rosji i poza nią. Prace badawczo-rozwojowe holdingu prowadzone są w dwóch szkołach budowy helikopterów na poziomie światowym: marek Mil i Kamow. Holding liczy około 40 tys. pracowników.
Celem utworzenia holdingu była konsolidacja zakładów, opracowanie jednolitych procesów i podjęcie jednolitych decyzji dotyczących produktów cywilnych i wojskowych.
Do 2011, pod kierownictwem Państwowej Korporacji Rostiech, proces łączenia aktywów został zakończony. W tym czasie holding zacieśnił współpracę z partnerami zagranicznymi, zwiększając liczbę sprzętu dostarczanego za granicę, ponadto mógł podzielić się nowoczesnymi rozwiązaniami.

## Skład holdingu
W skład holdingu wchodzą:
- Narodowe Centrum Budowy Śmigłowców imienia M.L. Mila i N.I. Kamowa Spółka Akcyjna (AO «Национальный центр вертолётостроения имени М. Л. Миля и Н. И. Камова»);
- Kazańska Fabryka Śmigłowców Publiczna SA (ПАО «Казанский вертолетный завод»);
- JSC Zakład lotniczy w Ułan–Ude (АО «Улан-Удэнский авиационный завод»);
- Rostwiertoł (ПАО «Роствертол»);
- Kumertauskie Lotnicze Przedsiębiorstwo Produkcyjne (АО «Кумертауское авиационное производственное предприятие»);
- Arsienjewska Kompania Lotnicza „Progress” (ПАО ААК «Прогресс» им. Н.И. Сазыкина);
- Lotnicze Przekładnie i Skrzynie Biegów Permskie Silniki (АО «Авиационные редуктора и трансмиссии – Пермские моторы»);
- Stupińskie Przedsiębiorstwo Produkcyjne Budowy Maszyn (АО «Ступинское машиностроительное производственное предприятие»);
- Serwisowa Kompania Śmigłowcowa (АО «Вертолетная сервисная компания»);
- Nowosybirskie Lotnicze Zakłady Remontowe (АО «Новосибирский авиаремонтный завод»);
- 356 Lotnicze Zakłady Remontowe (АО «356 авиационный ремонтный завод»);
- 419 Lotnicze Zakłady Remontowe (АО «419 авиационный ремонтный завод»);
- 810 Lotnicze Zakłady Remontowe (АО «810 авиационный ремонтный завод»);
- 150 Lotnicze Zakłady Remontowe (АО «150 авиационный ремонтный завод»);
- 12 Lotnicze Zakłady Remontowe (АО «12 авиационный ремонтный завод»);
- 99 Zakłady Lotniczego Wyposażenia Technologicznego (АО «99 завод авиационного технологического оборудования»);
- BP-Tiechnołogii sp. z o.o. (ООО «ВР-Технологии»);
- Centrum Zakupów i Logistyki Przemysłu Budowy Śmigłowców (ООО «Центр закупок и логистики вертолётостроительной индустрии»);
- ChieliWiert (АО «ХелиВерт»)[1].